# Nicholas Henderson
Sir John Nicholas Henderson GCMG, KCVO (* 1. April 1919; † 16. März 2009 in London) war ein britischer Diplomat und Autor.
Henderson, Sohn des Politischen Ökonomen Hubert Douglas Henderson, wurde auf der Stowe School  erzogen und besuchte dann das Hertford College an der Universität Oxford.
1946 trat Henderson in den Diplomatischen Dienst ein; dort war er im Aus- und Inland tätig. 1963 wurde er Privatsekretär des britischen Außenministers George Brown. Ab 1965 war er als Botschafter in Spanien, Polen (1969–1972), Deutschland (1972–1975) und Frankreich (1975–1979) tätig. 1979 bat er um seine Entlassung, war aber für Margaret Thatcher noch bis 1982 als Botschafter in den Vereinigten Staaten tätig.
Weiterhin schrieb er Bücher über Geschichte, etwa über Eugen von Savoyen, sowie seine Lebenserinnerungen.